# Trough
Trough was een plaats in het Engelse graafschap Cumbria, op een afstand van 9,5 mijl (15 km) oostnoordoost van Longtown. Samen met Belbank, Solport en Stapleton maakte het deel uit van de civil parish Stapleton en telde het in 1833 nog 169 inwoners. Volgens een census in 1931 was dat aantal toen afgenomen tot 74 inwoners.
Trough School is een klein schoolgebouw dat dateert uit 1868 en dat nu tot de civil parish Solport behoort. Boven de deur is nog gedeeltelijk de inscriptie '[ U]GH SCHOOL [ 8 8]' zichtbaar.